# Ty i ja (film)
Ty i ja (hindi यू मी और हम / U Me Aur Hum) – indyjski melodramat z 2008 roku w reżyserii Ajaya Devgana. W rolach głównych wystąpili Kajol oraz sam reżyser. Zdjęcia kręcono w Mumbaju.
Tematem filmu jest historia małżeństwa, w którym miłość męża jest większa od jego egoizmu i pragnienia ucieczki od tego, co trudne, większa od choroby, na którą zapada żona. Trwa nawet, gdy ukochanej osobie wydaje się, że ma kontakt z obcym człowiekiem.

## Fabuła
Dr Ajay Mehra (Ajay Devgan) żartuje sobie z nieśmiałości syna. Amanowi brakuje odwagi, aby zacząć rozmowę z dziewczyną, która mu się podoba. Chcąc dać mu przykład, jak można zainteresować sobą dziewczynę, Ajay przyjmuje wyzwanie Amana. Zapozna się z kobietą, którą mu przypadkowo wyznaczy syn. Zaczyna rozmowę z zaczytaną w książce kobietą. Opowiada jej historię swego życia. Stopniowo słucha jej coraz więcej osób na sali. My zaś możemy ją nawet oglądać na ekranie.
Lata temu beztroski, z łatwością czarujący kobiety dr Ajay unikał miłości, w którą przestał wierzyć w dniu, kiedy jego ojciec opuścił rodzinę dla innej kobiety. Jego postawa wobec miłości zmieniła się, gdy podczas rejsu statkiem spotkał Piyę (Kajol). Podająca drinki kelnerka szorstko ucinała miłosne wynurzenia coraz bardziej pijanego Ajaya. Ale nazajutrz Ajay nie wytrzeźwiał z miłości. Kłamstwami udało mu się pozyskać, a potem wyznaniem prawdy stracić zaufanie Piyi. Rozstali się. Od rejsu minęło kilka miesięcy, gdy okazało się, że nie tylko Ajay nie potrafił sobie znaleźć miejsca bez Piyi. Ona także nie mogąc przestać myśleć o nim, pojawiła się znów w jego życiu. Ajay czekał na nią w bieli wymalowanego w jej ulubionym kolorze mieszkania, z jej portretem i listą marzeń do spełnienia wypisaną na ścianie. Wkrótce spełniło się pierwsze z nich. Ajay i Piya pobrali się. Uszczęśliwieni cieszyli się sobą mając nadzieję na spełnienie kolejnego marzenia – narodziny dziecka. Ale zanim do tego doszło, Ajay dowiedział się, że Piya cierpi na chorobę Alzheimera. Mimo zaledwie 28 lat, zaczyna tracić pamięć. Ajay wszedł w trudny dla niego czas. Samotnie musi się zmagać ze świadomością postępującej choroby żony, ze swoim strachem, że pewnego dnia wróci do domu, a Piya go nie pozna.

## Obsada
| Aktor           | Rola    |
| --------------- | ------- |
| Ajay Devgan     | Ajay    |
| Kajol           | Piya    |
| Sumeet Raghavan | Nikhil  |
| Divya Dutta     | Reena   |
| Karran Khanna   | Vicky   |
| Isha Sharwani   | Natasha |

## Pozostali twórcy
- Produkcja: Devgan Film
- Dźwięk: Rakesh Ranjan
- Dialogi: Ashwani Dheer
- Teksty piosenek: Munna Dhiman
- Co-producer: Kumar Mangat
- Piosenkarze: Adnan Sami i inni
- Choreografia: Ashley Lobo
- Make up: Harish Wadhone (Ajay Devgan) i Mallika (Kajol)
- Styliści włosów: Perry (Ajay Devgan) & Ryan (Kajol)

## Ścieżka dźwiękowa
- Wykonawcy: Adnan Sami, Shreya Ghoshal, Sunidhi Chauhan
- Muzyka: Vishal Bhardwaj
- Data wydania: 15 lutego 2008
- Utwory:

1. Jee Le [05:12] (wyk. Adnan Sami, Shreya Ghoshal)
2. U Me Aur Hum Part. 1 [06:40] (wyk. Shreya Ghoshal)
3. Saiyaan [03:55] (wyk. Sunidhi Chauhan)
4. Phatte [05:32] (wyk. Adnan Sami, Sunidhi Chauhan)
5. Dil Dhakda Hai [04:14] (wyk. Adnan Sami, Shreya Ghoshal)
6. U Me Aur Hum Part. 2 [04:04] (wyk. Vishal Bhardwaj)